# Franceville
Franceville (o Masuku) és una de les quatre ciutats més grans del Gabon. Se situa a una altura de 332 metres a la riba del riu Mpassa. Va créixer entorn d'un poblat anomenat Masuku, quan Pierre Savorgnan de Brazza el va triar per a allotjar-hi antics esclaus, i en va canviar el nom, el 1880.
A la ciutat hi destaquen l'església de Sant Hilari (de 1899), una gran estàtua d'Omar Bongo i un institut d'investigació científica. L'aeroport es troba 20km a l'oest, a Muengué. El president de Gabon Omar Bongo fou enterrat a Franceville el 18 de juny de 2009.